# 다섯 쌍둥이
다섯 쌍둥이(영어: Dionne quintuplets)는 1934년 5월 28일, 캐나다 온타리오주 코베일 마을에서 태어난 세계 최초 다섯 쌍둥이이다.  다섯 쌍둥이는 이전에도 있었으나 모두 살아남은 사례는 이게 최초였다. 모두 일란성 여자아이들이었으며, 태어날 당시에는 5명의 몸무게를 합쳐도 6kg 정도이며 상태도 매우 좋지 않았으나, 주민들의 지원 덕분에 한 명도 사망하지 않았다. 전부 살아남은 다섯 쌍둥이는 최초 사례인 만큼, 전국의 기자들이 몰려들었다.
다섯 쌍둥이 중에서 3명은 사망하고, 나머지 살아있는 사람들은 90세이다.

## 생애

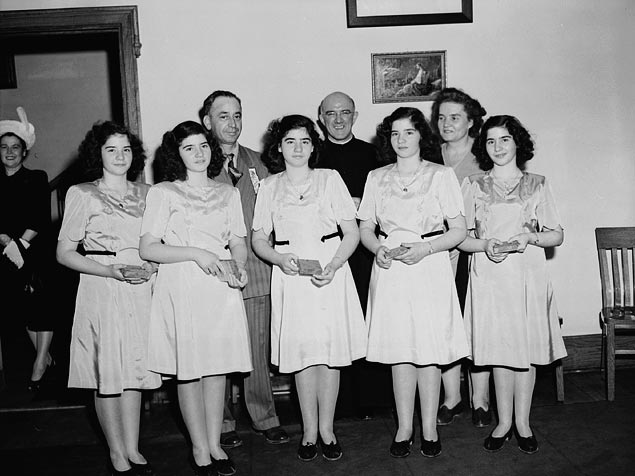
1947년 부모님, 사제와 함께한 다섯 쌍둥이

처음에는 한 기자가 쌍둥이 부부에게 많은 액수의 사례금을 제시하며 박람회에 전시할 것을 제안했다. 당시엔 희귀한 사람들이 종종 전시되기도 했다. 부부는 프랑스에서 온 이민자로 마땅한 직업도 없고 다섯 쌍둥이 외에도 5명의 아이들을 더 키우고 있는 상태다보니 경제적 부담이 커서 결국 제안을 받아들였다. 이로써 다섯 쌍둥이는 그대로 박람회에 전시될 운명에 처했다. 하지만 온타리오주 정부는 다섯 쌍둥이가 박람회에 전시된다는 소식을 접하게 되고, 이를 아동 학대로 판단하여 부모에게서 다섯 쌍둥이의 친권와 양육권을 박탈하여 데리고 가게 된다. 이후 주 정부는 다섯 쌍둥이가 살 수 있는 집을 짓고 전담 의사와 3명의 보모를 배치하여 다섯 쌍둥이는 이들과 같이 생활하기 시작하면서 이렇게 비극이 끝나는가 싶었다.
하지만 온타리오주 정부가 당시 주의 낙후된 상황을 타개하기 위한 자금 마련용으로 다섯 쌍둥이의 유명세를 이용해 주변을 유명 관광지로 만들려는 계획을 세운다. 이를 위해 주 정부는 '퀸트랜드'(다섯 쌍둥이 나라)라는 놀이공원을 세우고 그 안에 전시장을 세운 뒤 다섯 쌍둥이를 전시하고 입장료를 낸 관람객에게 보여주게 했다. 그 외 다섯 쌍둥이의 모습을 딴 인형이나 엽서 등의 기념품까지 판매하기 시작했고, 퀸트랜드는 이 전시장을 중심으로 큰 주차장을 만들고 각종 놀이기구도 설치하는 등 다섯 쌍둥이의 유명세 덕분에 규모가 빠르게 확장되었다. 당시 매일 6천명의 관람객들이 전시장을 찾아 오고 몇몇 할리우드 스타들도 구경 올 정도로 다섯 쌍둥이의 유명세는 높았다. 또한 다섯 쌍둥이의 유명세가 점점 올라가서 이제는 다양한 제품의 광고 모델로도 활약하게 되었고 영화에 출현되기도 했다.
이로 인해 온타리오 주는 유명한 관광지가 생겼고, 지역도 제법 부유해지게 된다. 물론 오로지 다섯 쌍둥이 때문에 온타리오 주가 발전했다는 식의 논리는 과장이 섞인 소리지만, 다섯 쌍둥이가 주의 발전에 상당히 기여하긴 했다. 하지만 이와 별개로 다섯 쌍둥이는 주 정부의 엄격한 통제를 받았다. 한 방에 가둬놓고 어떠한 가족과도 만날 수 없고 자유로운 외출은 절대로 불가능한데다 정해진 시간표대로 생활해야만 했다. 그리고 이들의 수익은 주 정부가 전부 차지하게 되었다. 9년 동안 다섯 쌍둥이로 벌어들인 수익은 무려 5억 달러, 현재 한화로 약 5천억원에 해당된다. 결국 자기들이 지적한 아동학대를 자기들이 돈벌이 수단으로 저지른 셈이다.

## 말년

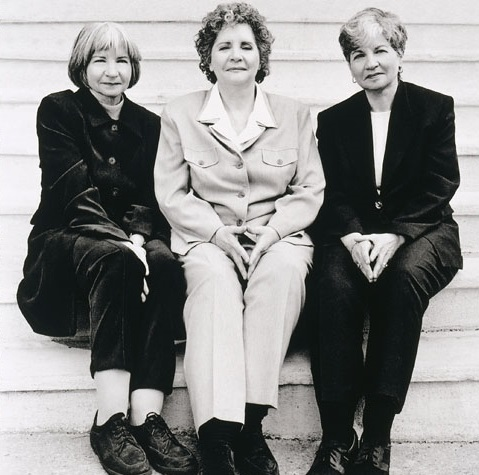
1999년의 이본, 세실, 아네트 디온

9년 동안 주 정부의 돈벌이로 전략하던 다섯 쌍둥이는 마침내 해방을 맞이했다. 전 부모가 주 정부와의 소송 끝에 양육권을 되찾는데 성공했기 때문이다. 그런데, 알고보니 부모는 다섯 쌍둥이를 찾는 이유가 단순히 돈 때문이었고 양육권을 찾았을 땐 이미 많이 자라서 인기가 시들해진 뒤였기에 부모는 이들을 학대를 하기 시작했고, 심지어 아버지는 성추행을 하기도 했다. 결국 다섯 쌍둥이는 견디지 못하고 집에서 나가 부모는 몰론이고 주변 사람들과의 연락을 차단한 채 살아가게 되었다.
하지만 이후 다섯 쌍둥이 자매 중 에밀리와 마리는 각각 1954년과 1970년에 먼저 사망하고 남은 3명은 결혼했지만 그중 2명은 이혼하는 등 그닥 행복과는 거리가 있는 삶을 살았다. 1998년, 3명은 주 정부를 상대로 낸 소송에서 승소하여 정부의 사과와 함께 300만 이상의 달러 및 1930~40년대에 이들에게 일어난 진실규명 약속을 받게 되어 분쟁은 완전히 끝나게 되었다. 이후 2001년 첫째 이본이 사망하면서 현재는 2명만 남았다.
세실 디온은 2025년 7월 31일에 91세의 나이로 사망했습니다.